# Plaques de matrícula d'Andorra

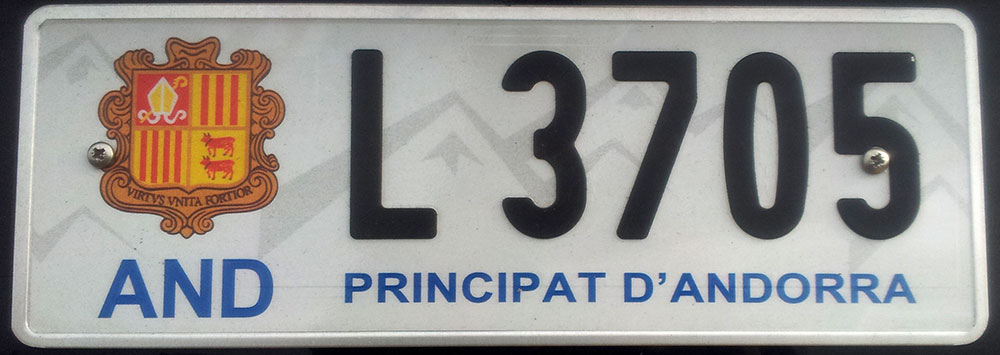
Matrícula amb el disseny actual.

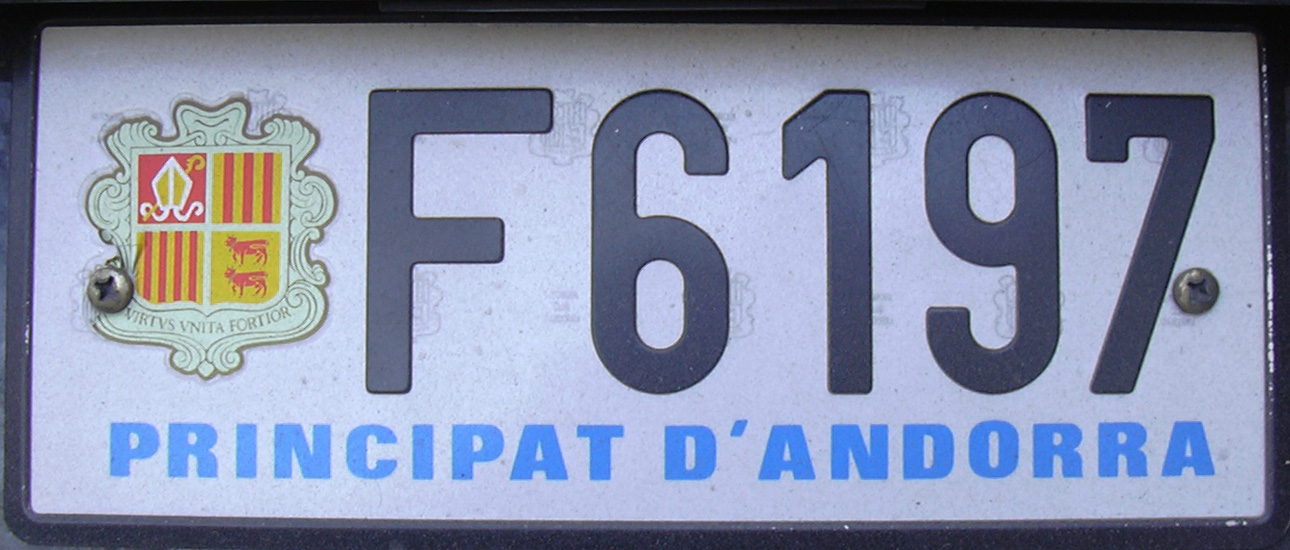
Matrícula andorrana anterior a 2011.

Les plaques de matrícula dels vehicles d'Andorra es componen des del 2011 de quatre xifres de color negre precedits per una lletra (A 1234) sobre un fons de color blanc. Té format rectangular i a la seva part esquerra hi ha l'escut d'armes d'Andorra i a sota el distintiu nacional del país AND, mentre a la part inferior dels caràcters es pot llegir “PRINCIPAT D'ANDORRA” en lletres majúscules i de color blau.
L'Automòbil Club d'Andorra produeix les plaques de matrícula nacionals per concessió del Govern d'Andorra.
El nou reglament preveu una placa de matrícula de dimensions reduïdes per la part davantera dels automòbils, aquesta placa es pot col·locar, segons l'article 17.2 «quan el vehicle no disposi a la part davantera d'una superfície destinada per col·locar la placa de matrícula ordinària, es pot col·locar la placa de matrícula reduïda»

## Història

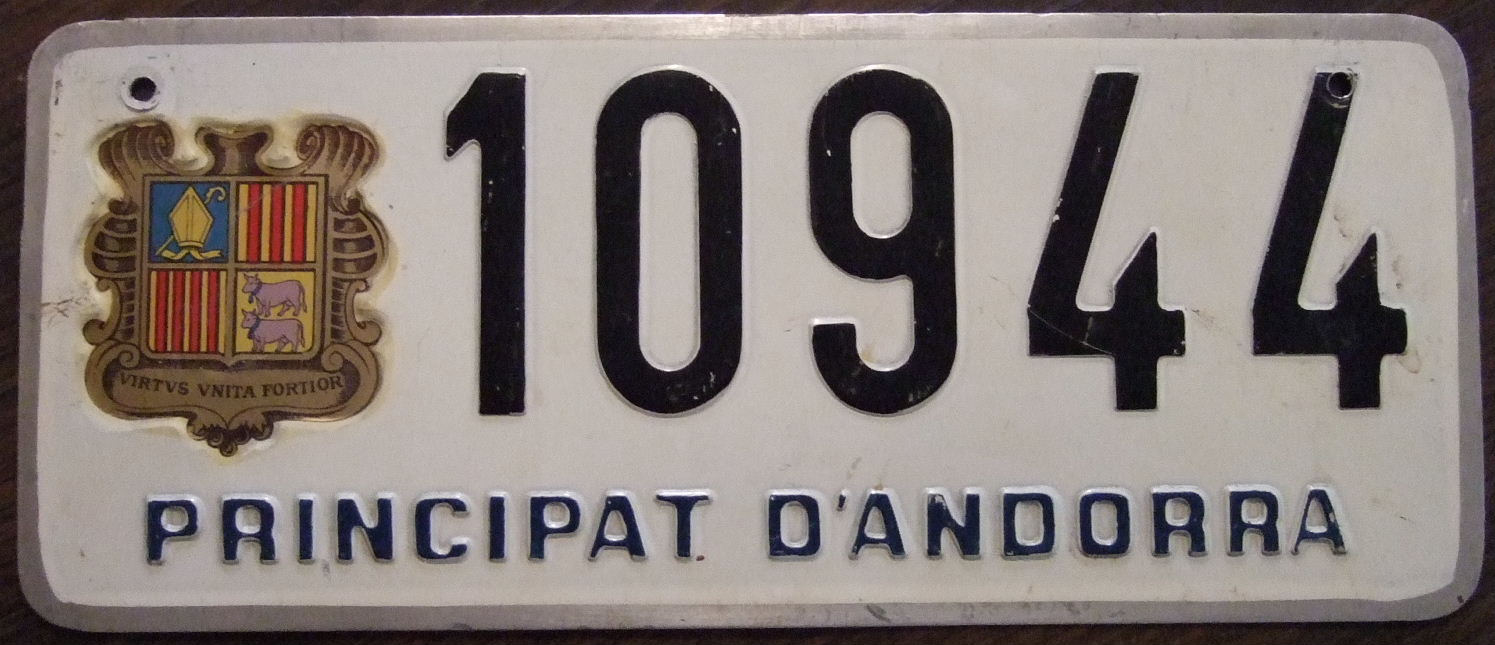
Matrícula dels anys 1970.

La primera matrícula andorrana fou emesa en la dècada de 1930, sent també de caràcters negres sobre fons blanc amb una quantitat de 4 xifres i "AND" a l'esquerra. Posteriorment a l'any 1989 s'ampliaren a 5 xifres i a partir del 2011 a la codificació actual. El mateix any també es canvià la tipografia de les xifres, els quals van passar a ser més estretes.

## Tipus

### Ciclomotors
Els ciclomotors tenen una numeració diferent a la dels vehicles. Aquestes consten de 4 xifres de color negre sobre fons blanc, amb l'escut d'armes d'Andorra a l'esquerra. Mentre a la part superior posa "ANDORRA".

### Motocicletes
Les motocicletes de cilindrada superior a 49,9 cm³ utilitzen el mateix tipus de matrícules que els vehicles automòbils, és a dir, una lletra i quatre xifres (A 1234)

### Matrícula temporal
Tenen la mateixa mida que les matrícules normals i de fons també blanc. No porten l'escut d'armes, sinó que conten 4 xifres centrats amb dos requadres de color vermell on amb caràcters negres, a l'esquerra es llegeix "MT" (Matrícula Temporal) i al de la dreta la data de caducitat de la matrícula. A sota i en color vermell "AND" "PRINCIPAT D'ANDORRA".

### Matrícula de prova
Utilitzada pels venedors de cotxes. La matrícula està composta com a màxim per 3 xifres, la data de caducitat (el mes en xifres romanes i les dues darreres xifres de l'any) a la part esquerra i la paraula "PROVA" a la inferior, tot en vermell sobre un fons de color verd.

### Matrícula diplomàtica

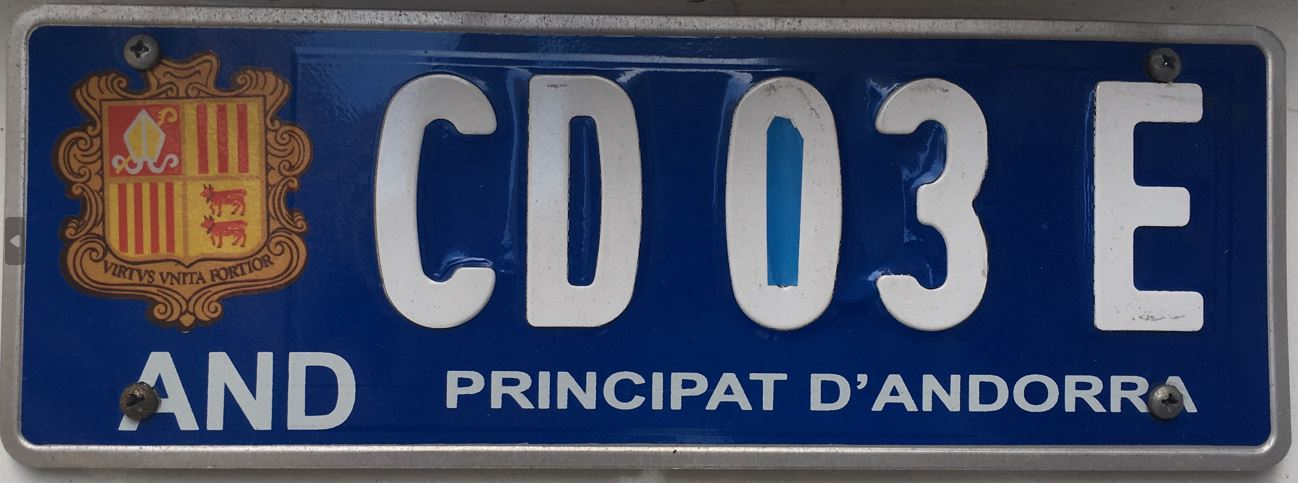

Les matrícules pels vehicles del cos diplomàtic, el cap de missió diplomàtica i el cos consular estan formades per les lletres "CD" (Cos Diplomàtic) més dues xifres i una lletra (CD 11A) en color blanc sobre un fons blau. Es manté l'escut d'armes en colors i l'"AND" i el nom del principat en blanc.
Les matrícules per als vehicles d'administratius i tècnics d'Ambaixada estan formades per la combinació d'una "A" (Ambaixada) més dues xifres i una lletra (A 11A) en color blanc sobre un fons blau cel, més clar que l'anterior. Es manté l'escut d'armes en colors i l'"AND" i el nom del principat en blanc.

### Vehícles oficials
Els vehicles oficials porten una matrícula amb els colors de la bandera de fons, blau, groc i vermell. Els caràcters són de color negre.

### Vehícles especials

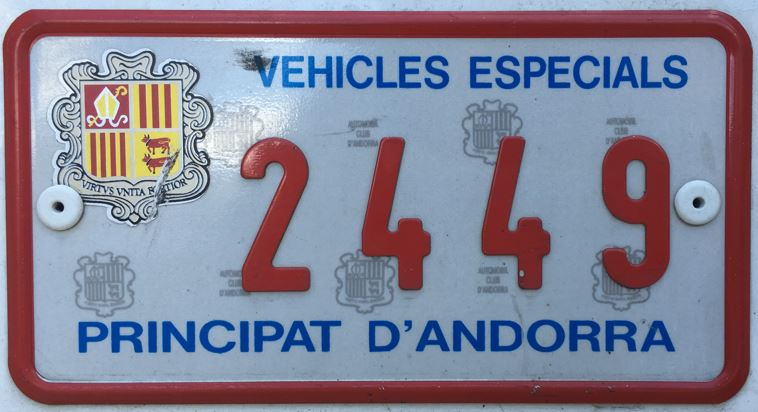

Alguns vehicles (maquinària agrícola, per exemple) porten unes matrícules específiques, amb els caràcters de color vermell sobre fons blau cel. Inclouen la bandera del Principat.

### Matrícula personalitzada
A data de febrer de 2019 ja existeixen un total de 272 matrícules personalitzades. La llei de plaques de matrícules personalitzades estableix que hauran d'estar formades només per lletres (alfabet català en majúscules i sense accents) i per xifres aràbigues del 0 al 9. Les lletres sempre precediran les xifres, i el nombre de caràcters serà d'un mínim de 2 i un màxim de 5. No es podran utilitzar xifres únicament i les matrícules de cinc caràcters hauran de tenir un mínim de dues lletres per evitar coincidir amb la numeració actual. Altres requisits són que no es podran matricular signes d'Estat com "AND" o "AD", així com marques registrades ni els identificatius "CD", "CMD" i "CC" (Cos Diplomàtic, Cos Missió Diplomàtica i Cos Consular) ni el signe de "PROVA". També, està prohibida la utilització de combinacions que formin termes o expressions contraris a la moral i l'ordre públics.